# District de Compiègne
4 janvier 1790 – 22 août 1795
(5 ans, 7 mois et 18 jours)
Entités précédentes :
- Généralité d'Amiens
- Généralité de Soissons
- Généralité de Paris

Entités suivantes :
- Arrondissement de Compiègne

Le district de Compiègne est une ancienne division territoriale française du département de l'Oise de 1790 à 1795.

## Composition

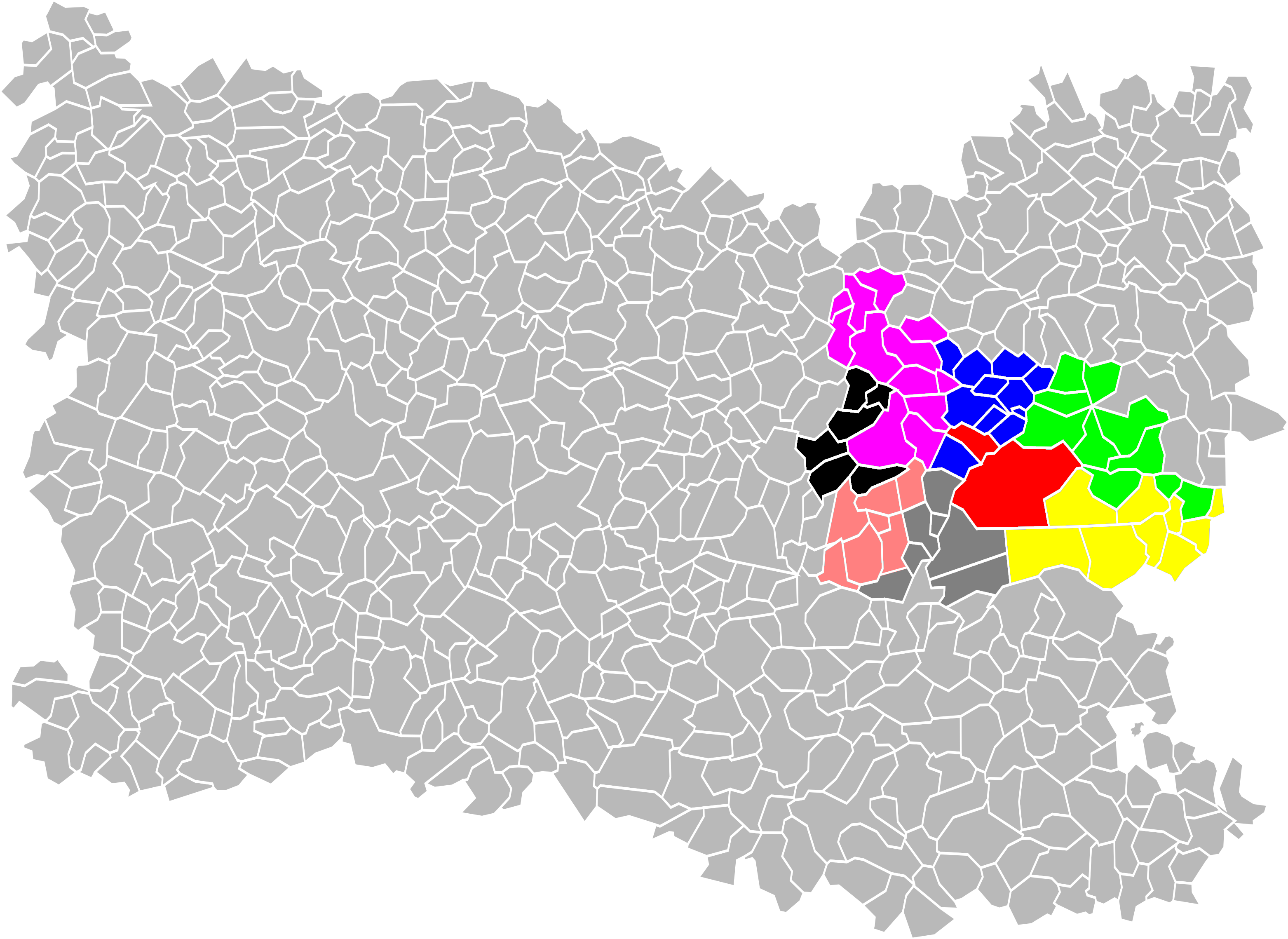
Répartition des cantons au sein du district :
Canton de Compiègne
Canton de Coudun
Canton d'Estrées-Saint-Denis
Canton de Grandfresnoy
Canton du Meux
Canton de Monchy-Humières
Canton de Pierrefonds
Canton de Rethondes

Il était composé des cantons de Compiègne, Coudun, Estrées-Saint-Denis, Grandfresnoy, Le Meux, Monchy-Humières, Pierrefonds et Rethondes.

### Canton de Compiègne
| Commune               | Population (en 1793) | Superficie (en km2) | Canton en 1801 |
| --------------------- | -------------------- | ------------------- | -------------- |
| Compiègne             | 8 000                | 53,10               | Compiègne      |
| Margny-lès-Compiègne, | 448                  | 6,66                | Compiègne      |
| Canton de Compiègne   | 8 448                | 59,76               |                |

### Canton de Coudun
| Commune             | Population (en 1793) | Superficie (en km2) | Canton en 1801   |
| ------------------- | -------------------- | ------------------- | ---------------- |
| Annel,              | 75                   | —                   | Compiègne        |
| Bienville           | 212                  | 3,51                | Compiègne        |
| Clairoix            | 536                  | 4,70                | Compiègne        |
| Coudun,             | 780                  | 13,95               | Ressons-sur-Matz |
| Janville            | 208                  | 0,94                | Compiègne        |
| Longueil,           | 148                  | 5,94                | Ribécourt        |
| Mélicocq,           | 224                  | 6,53                | Ribécourt        |
| Thourotte           | 270                  | 4,38                | Ribécourt        |
| Venette             | 740                  | 8,45                | Compiègne        |
| Vignemont           | 300                  | 4,23                | Ressons-sur-Matz |
| Villers-sur-Coudun, | 364                  | 6,39                | Ressons-sur-Matz |
| Canton de Coudun    | 3 857                | 59,02               |                  |

### Canton d'Estrées-Saint-Denis
| Commune                      | Population (en 1793) | Superficie (en km2) | Canton en 1801   |
| ---------------------------- | -------------------- | ------------------- | ---------------- |
| Arsy                         | 631                  | 7,27                | Grandfresnoy     |
| Estrées-Saint-Denis,         | 985                  | 8,08                | Grandfresnoy     |
| Francières                   | 398                  | 8,23                | Ressons-sur-Matz |
| Hémévillers                  | 350                  | 6,93                | Ressons-sur-Matz |
| Montmartin                   | 133                  | 3,33                | Ressons-sur-Matz |
| Moyvillers,                  | 489                  | 9,06                | Grandfresnoy     |
| Canton d'Estrées-Saint-Denis | 2 986                | 42,90               |                  |

### Canton de Grandfresnoy
| Commune                | Population (en 1793) | Superficie (en km2) | Canton en 1801 |
| ---------------------- | -------------------- | ------------------- | -------------- |
| Canly,                 | 643                  | 8,00                | Grandfresnoy   |
| Chevrières             | 644                  | 12,40               | Grandfresnoy   |
| Le Fayel,              | 227                  | 2,56                | Grandfresnoy   |
| Grandfresnoy,          | 976                  | 10,57               | Grandfresnoy   |
| Houdancourt            | 214                  | 6,71                | Grandfresnoy   |
| Jonquières             | 651                  | 7,32                | Grandfresnoy   |
| Longueil-Sainte-Marie, | 412                  | 17,00               | Grandfresnoy   |
| Rucourt,               | 193                  | —                   | Grandfresnoy   |
| Canton de Grandfresnoy | 3 960                | c. 64,56            |                |

### Canton du Meux
| Commune             | Population (en 1793) | Superficie (en km2) | Canton en 1801 |
| ------------------- | -------------------- | ------------------- | -------------- |
| Armancourt          | 323                  | 2,03                | Grandfresnoy   |
| Le Bois-d'Ageux,    | 67                   | —                   | Grandfresnoy   |
| Jaux                | 1 210                | 8,63                | Grandfresnoy   |
| Lacroix-Saint-Ouen, | 800                  | 20,83               | Compiègne      |
| Le Meux             | 952                  | 7,80                | Grandfresnoy   |
| Rivecourt           | 255                  | 3,87                | Grandfresnoy   |
| Saint-Sauveur,      | 620                  | 16,50               | Compiègne      |
| Canton du Meux      | 4 227                | c. 59,66            |                |

### Canton de Monchy-Humières
| Commune                   | Population (en 1793) | Superficie (en km2) | Canton en 1801   |
| ------------------------- | -------------------- | ------------------- | ---------------- |
| Antheuil-Portes,          | 272                  | 10,73               | Ressons-sur-Matz |
| Baugy,                    | 232                  | 7,17                | Ressons-sur-Matz |
| Belloy,                   | 145                  | 2,98                | Ressons-sur-Matz |
| Braisnes-sur-Aronde,      | 84                   | 2,60                | Ressons-sur-Matz |
| Cuvilly,                  | 572                  | 8,61                | Ressons-sur-Matz |
| Gournay-sur-Aronde,       | 870                  | 14,71               | Ressons-sur-Matz |
| Lachelle                  | 222                  | 9,07                | Grandfresnoy     |
| Lataule,                  | 262                  | 7,37                | Ressons-sur-Matz |
| Marquéglise               | 278                  | 6,76                | Ressons-sur-Matz |
| Monchy-Humières,          | 740                  | 7,80                | Ressons-sur-Matz |
| Neufvy-sur-Aronde,        | 193                  | 7,31                | Ressons-sur-Matz |
| Remy,                     | 715                  | 19,97               | Grandfresnoy     |
| Canton de Monchy-Humières | 4 585                | 105,08              |                  |

### Canton de Pierrefonds
| Commune                | Population (en 1793) | Superficie (en km2) | Canton en 1801 |
| ---------------------- | -------------------- | ------------------- | -------------- |
| Chelles                | 259                  | 9,08                | Attichy        |
| Courtieux              | 132                  | 2,62                | Attichy        |
| Croutoy,               | 182                  | 3,27                | Attichy        |
| Cuise-la-Motte,        | 706                  | 10,05               | Attichy        |
| Hautefontaine,         | 310                  | 5,57                | Attichy        |
| Pierrefonds,           | 1 300                | 22,32               | Attichy        |
| Saint-Étienne-Roilaye, | 316                  | 7,96                | Attichy        |
| Saint-Jean-aux-Bois,   | 321                  | 25,21               | Attichy        |
| Vieux-Moulin           | 300                  | 17,65               | Attichy        |
| Canton de Pierrefonds  | 3 826                | 103,73              |                |

### Canton de Rethondes
| Commune                | Population (en 1793) | Superficie (en km2) | Canton en 1801 |
| ---------------------- | -------------------- | ------------------- | -------------- |
| Berneuil-sur-Aisne,    | 585                  | 10,61               | Attichy        |
| Choisy-au-Bac,         | 696                  | 15,86               | Compiègne      |
| Couloisy,              | 146                  | 3,74                | Attichy        |
| Jaulzy,                | 272                  | 7,26                | Attichy        |
| Montmacq               | 219                  | 7,25                | Ribécourt      |
| Le Plessis-Brion,      | 336                  | 7,47                | Ribécourt      |
| Rethondes              | 451                  | 9,48                | Attichy        |
| Saint-Crépin-aux-Bois, | 342                  | 16,30               | Attichy        |
| Saint-Léger-aux-Bois,  | 641                  | 8,30                | Ribécourt      |
| Trosly-Breuil,         | 790                  | 10,98               | Attichy        |
| Canton de Rethondes    | 4 478                | 97,25               |                |